# Maracalagonis
Maracalagonis es un municipio de Italia de 7.313 habitantes en la ciudad metropolitana de Cagliari, región de Cerdeña. Está situado a 12 km al noreste de Cagliari.
Se ubica en la zona oriental de la subregión del Campidano. Entre las evidencias prehistóricas se documentan varias nuragas, una necrópolis y el poblado de Cann'e Sisa. Entre los lugares de interés se encuentran la iglesia de Sant'Ilario y la iglesia parroquial de Vergine degli Angeli.

## Evolución demográfica
| Gráfica de evolución demográfica de Maracalagonis entre 1861 y 2001 |
|                                                                     |
| Fuente ISTAT - Elaboración gráfica de Wikipedia                     |